# Kiko Méndez-Monasterio
Francisco de Paula Méndez-Monasterio Alzina (Madrid, 1972) és un escriptor i periodista espanyol. Va ser director de la Gaceta, del Grup Intereconomía, des de febrer de 2015 fins a juliol del 2017.

## Biografia
Fill de Manuel Méndez Alzina i Pilar Monestir McCrea. El seu pare era net del metge i polític Luis Alzina Candebat i la seva mare era filla del general Monestir, conegut franquista. Nascut a Madrid el 1972, va estudiar al Colegio Retamar i després va cursar estudis de Dret a la Universitat Complutense i en els noranta va desenvolupar diferents ocupacions a Madrid, Mèxic, D.F. i Sant Sebastià.
Després d'alguna incursió literària puntual, va iniciar la seva faceta com a escriptor el 2002 i els seus relats breus van aconseguir aviat nombrosos reconeixements. Com a novel·lista, ha escrit obra infantil (Tadeo, aprendiz de pirata) i La calle de la luna, novel·la costumista ambientada en el Madrid universitari de finals del segle xx. En l'actualitat col·labora com a columnista i tertulià en diversos mitjans de comunicació i dirigeix un programa radiofònic d'actualitat política.

## Obra literària

### Relat breu
Kiko Méndez-Monasterio Encina va iniciar la seva faceta com a escriptor el 2002 i molt ràpid els seus contes van ser recompensats amb reconeixements en diferents certàmens literaris:
- Segon Premi del XXVII Certamen de Relats Camilo José Cela (avui Antonio Machado) 2003, de la Fundació dels Ferrocarrils Espanyols.[3]
- Primer premi del V Certamen de Relats Jorge de Ortúzar 2003, de l'Associació Segoviana d'Universitaris "Horizonte Cultural". [cal citació]
- Primer premi de l'XI Certamen Internacional de Relats Degà Pedrol 2003, del Col·legi d'Advocats de Madrid.
- Finalista en el IV Premi Internacional de Relat Curt i Poesia ARTÍFEX, 2003, de l'Ajuntament de Loja.
- Finalista en el XIX Premi Internacional de Contes Max Aub,[4] 2004, de la Fundació Max Aub.

A més, alguns dels seus relats breus han aparegut en publicacions literàries com Clarín, Primera Littera, Chesterton i Revista de Libros.
Té una recopilació de contes titulada Lo nuestro y lo triste (Huerga y Fierro, 2007), que és un compendi dels seus premis literaris i altres relats.

### Novel·la
La seva novel·la infantil Tadeo, aprendiz de pirata (Everest, 2005) relatava la història de Tadeo i les aventures i desventures que viu a la recerca de complir el seu somni de ser pirata.
La seva novel·la més adulta, La calle de la luna (Ámbar, 2008; nova edició: Els Papers del Lloc, 2018), narra la història de Luis Peralta, un estudiant procedent d'una ciutat costanera, en el Madrid de començaments dels noranta. Es tracta d'una obra generacional amb banda sonora i estructura de cançó pop: entrada, melodia, tornada i últims acords.

### Altres col·laboracions literàries
És assessor de l'editorial Homo Legens, on ha prologat L'idiota de Fiódor Dostoievsky i Joana d'Arc de Mark Twain.
Ha dirigit el llibre Dürer per a l'editorial Treviana, biografiant a aquest pintor i seleccionant i comentant les seves principals obres.
Va ser membre del jurat de la 3a edició del Concurs Excelencia Literaria.

## Activisme polític
En els anys 90, Méndez-Monestir va militar en la ultradretana Aliança per la Unitat Nacional, formació dirigida pel líder falangista Ricardo Sáenz de Ynestrillas. El 1999 va ser condemnat, al costat de Marcos Calero, com a responsable de dues faltes de lesions i amenaces a tres estudiants universitaris, entre ells l'estudiant de dret Pablo Iglesias, produïdes el 17 de març de 1998. Segons van declarar en el judici, l'enfrontament es va produir quan els agredits, membres de la Unió d'Estudiants Progressistes i d'Esquerres, van retirar d'un mur a la Facultat de Dret, un cartell anònim que enaltia al dictador Augusto Pinochet. La condemna va obligar a Méndez-Monasterio a indemnitzar econòmicament als agredits amb 70.000 pessetes, rebaixades a 14.000 pessetes (84,14 €) després d'un recurs per la condició d'estudiants sense ingressos dels condemnats. Els condemnats també van haver de fer front a la responsabilitat civil de 105.000 pessetes (631,06 €).
Kiko Méndez-Monasterio va començar a treballar l'any 2019 com a assessor extern de Santiago Abascal, president de Vox.